# Markus Fachbach
Markus Fachbach, né le 9 octobre 1982 à Lahnstein en Allemagne est un triathlète professionnel, champion d'Europe de triathlon longue distance en 2014.

## Biographie
Markus Fachbach fait des études d'administration à l'Université de Mayence et commence le triathlon en 1997. Il devient professionnel en 2005. Cette même année, en prenant la troisième place lors de Ironman Floride, il se qualifie pour le championnat du monde à Kailua-Kona (Hawaï). Pour cette première participation, il termine à la 25e place avec un temps de 8 h 45 min 6 s. Il remporte sa première victoire sur Ironman à Ratisbonne en 2011 et prend la seconde place du championnat d'Allemagne longue distance lors du Challenge Roth en 2013, derrière son compatriote Timo Bracht. En 2014 il remporte son premier titre majeur, le championnat d'Europe de triathlon longue distance lors du Challenge Almere aux Pays-Bas. Il s'impose devant le Néerlandais Dirk Wijnalda et le Danois Chris Fischer.

## Palmarès
Le tableau présente les résultats les plus significatifs (podium) obtenus sur le circuit national et international de triathlon depuis 2005.
| Année | Compétition                             | Pays       | Position           | Temps           |
| ----- | --------------------------------------- | ---------- | ------------------ | --------------- |
| 2017  | Ironman Hambourg                        | Allemagne  | Médaille de bronze | 8 h 25 min 36 s |
| 2016  | Challenge Fredericia Half               | Danemark   | Médaille de bronze | 3 h 52 min 5 s  |
| 2016  | Ironman Majorque                        | Espagne    | Médaille d'argent  | 8 h 31 min 51 s |
| 2015  | Challenge Almere-Amsterdam              | Pays-Bas   | Médaille d'or      | 8 h 18 min 24 s |
| 2015  | Challenge Danemark                      | Danemark   | Médaille de bronze | 3 h 52 min 45 s |
| 2014  | Championnat d'Europe longue distance    | Pays-Bas   | Médaille d'or      | 8 h 28 min 55 s |
| 2014  | Championnat d'Allemagne                 | Allemagne  | Médaille de bronze | 4 h 1 min 27 s  |
| 2013  | Championnat d'Allemagne longue distance | Allemagne  | Médaille d'argent  | 8 h 12 min 13 s |
| 2011  | Ironman Ratisbonne                      | Allemagne  | Médaille d'or      | 8 h 29 min 16 s |
| 2011  | TriStar111 Allemagne                    | Allemagne  | Médaille d'or      | 3 h 16 min 58 s |
| 2005  | Ironman Floride                         | États-Unis | Médaille de bronze | 8 h 41 min 22 s |